# 水の中のナイフ
『水の中のナイフ』（みずのなかのナイフ 原題：Nóż w wodzie）は、1962年公開のポーランドのドラマ映画。ロマン・ポランスキー監督・脚本。ポランスキーの監督デビュー作品である。アカデミー外国語映画賞にノミネートされた。

## あらすじ
アンジェイとその妻・クリスティナは裕福な夫婦で、休日に2人きりでヨットで船出しようと、湖畔の桟橋へ自動車を走らせていた。そこへ、ヒッチハイクの若者が飛び出す。若者が夫妻のヨットに興味を示したので、アンジェイは彼を招いて3人でヨットに乗り込む。食事やゲームなどをしているうち、クリスティナと若者が親密になる様子を見せ、アンジェイは嫉妬する。アンジェイは若者が眠り込んだ隙に、彼が持っていた折りたたみナイフを奪い取る。それに気づいた若者がアンジェイと取っ組み合いになり、湖に落ちたきり姿が見えなくなる。夫妻は泳いで探しに行くが見つからず、クリスティナは「あなたが彼を殺した」とアンジェイをなじる。アンジェイは内心おびえつつ「警察など怖くないぞ」と開き直り、ひとりで泳ぎに出かけてしまう。
実は若者はブイの陰に隠れていた。アンジェイがヨットから離れた隙に若者が戻る。クリスティナはアンジェイを呼び戻そうと彼の名を叫ぶが、彼の姿はどこにも見えなかった。クリスティナは「あの人と同じで中身は子供ね」と若者をなじるような形を取って彼を誘惑する。若者と妻はキスし、抱き合う。
クリスティナはヨットを岸辺へ着ける。若者は再会を約束してヨットを降りる。桟橋にヨットを回すと、泳ぎ着いたアンジェイが待っていた。帰途、クリスティナは「彼は生きているわ。その証拠に彼と寝たの」と明かすが、アンジェイは取り合わない。自動車は警察署の方向を示す標識の立った丁字路に差し掛かる。アンジェイは自動車を停め、どちらにも進めなくなる。

## キャスト
- アンジェイ：レオン・ニェムチック
- クリスティナ：ヨランタ・ウメッカ（ポーランド語版）
- 若者：ジグムント・マラノウッツ

## 評価
第36回アカデミー賞外国語映画賞にポーランド代表作品として史上初めて出品され、ノミネートに至った。
2010年に『エンパイア』誌から発表された「世界の映画ベスト100」では61位となった。